# Coelostomatini
Coelostomatini – plemię chrząszczy z rodziny kałużnicowatych i podrodziny gomolatek. Obejmuje ponad 200 opisanych gatunków zgrupowanych w 18 rodzajach.

## Morfologia

### Owad dorosły
Chrząszcze o ciele długości od 1,5 do 7,5 mm, umiarkowanie szeroko zaokrąglonym, o różnym stopniu wysklepienia. Głowa jest prognatyczna, o mniej lub bardziej zaznaczonych liniach czołowych, zawsze o blisko siebie umieszczonych szwach gularnych. Oczy miewają różne rozmiary i bywają na przednim brzegu wykrojone. Czułki zbudowane są z dziewięciu członów, z których ostatnie trzy formują zwartą do luźnej buławkę. Duży nadustek nie jest wycięty ani na przedzie, ani po bokach i, z wyjątkiem niektórych przedstawicieli rodzaju Dactylosternum, nakrywa poprzeczną wargę górną oraz podstawy czułków. Głaszczki szczękowe są krótkie, znacznie krótsze od czułków. Przedplecze ma kompletne i niezmodyfikowane listewki krawędziowe. Tarczka jest z tyłu zaostrzona. Przedpiersie miewa różną długość. Szew anapleuralny jest zatarty lub całkiem nieobecny. Pokrywy mają po dziesięć (rzadko jedenaście) rzędów punktów i pozbawione są rządków przytarczkowych. Wierzchołki pokryw są wspólnie zaokrąglone. Epipleury zwykle na całej długości są bardzo szerokie, czasem z tyłu węższe. Śródpiersie odznacza się gwałtownie wyniesioną do poziomu zapiersia płytką tylno-środkową w kształcie grotu strzały z przednio-środkowo umieszczoną, dołkowatą bruzdą. Pośrodkowa, wyniesiona część zapiersia wchodzi między biodra pary środkowej. Odnóża mają pozbawione gęstego owłosienia uda oraz pięcioczłonowe stopy, w tym środkową i tylną ich parę o członie pierwszym znacznie dłuższym niż drugi. Na spodzie odwłoka widocznych jest pięć wolnych sternitów, z których pierwszy wypuszcza zaostrzony wyrostek międzybiodrowy i może mieć pośrodkowe żeberko, a ostatni ma całobrzegą krawędź tylną.

### Larwa
Larwa ma głowę o zbiegających się ku otworowi wielkiemu szwach czołowych, bardzo krótkim lub całkiem zanikłym szwie koronalnym, nieuzębionym, tworzącym symetryczny lub lekko niesymetryczny wyrostek o prawie trójkątnym do prawie prostokątnego kształcie nasale, przeciętnie dużych, symetrycznych lub nieco asymetrycznych adnasaliach oraz długich i zaopatrzonych w szereg tęgich szczecinek pieńkach szczęk. Odnóża są krótkie, ale o niezatartym członowaniu i dobrze rozwiniętych pazurkach. Odwłok jest błoniasty, zbudowany z dziesięciu segmentów, często z poprzecznymi szeregami wypustek lub guzków. Niekiedy segmenty od drugiego do siódmego mają na spodzie kolczaste posuwki. Tergit ósmego segmentu może być cały lub podzielony pośrodkowo. Na wierzchołku odwłoka znajduje się przedsionek przetchlinkowy, w których leżą przetchlinki ósmego segmentu.

## Ekologia i występowanie
Owady w większości lądowe, zasiedlające rozkładającą się materię organiczną, w tym ściółkę, gnijące szczątki roślinne, przejrzałe owoce czy butwiejące pnie i pniaki. Niektóre jednak wtórnie wróciły do środowiska wodnego, zamieszkując pobrzeża wód stojących i płynących czy fitotelmy.
Plemię kosmopolityczne, znane ze wszystkich krain zoogeograficznych. Największą różnorodność osiągają w strefie tropikalnej. W Palearktyce występuje 20 gatunków. W Polsce stwierdzono tylko Coelostoma orbiculare.

## Taksonomia
Takson ten wprowadzony został po raz pierwszy w 1857 roku przez Wiktora Moczulskiego pod nazwą Cyclonotides, wywodzącą się od nazwy rodzajowej Cyclonotum, zsynonimizowanej potem z Coelostoma. Od tej drugiej nazwy rodzajowej takson rangi rodzinowej utworzył jako pierwszy Lucas von Heyden w 1891 roku pod nazwą Coelostomitae. Do niedawna jako synonim Coelostomatini listowano także Cyllomina, jednak w 2013 roku Andrew Edward Short i Martin Fikáček rodzaje Cyloma i Adolopus przenieśli do Rygmodinae.
Do plemienia tego należy ponad 200 opisanych gatunków zgrupowanych w 18 rodzajach, w tym:
- Bourdonnaisia Scott, 1913
- Coeloctenus Balfour-Browne, 1939
- Coelofletium d'Orchymont, 1925
- Coelostoma Brullé, 1835 – żmuliniec
- Cyclotypus Sharp, 1882
- Dactylosternum Wollaston, 1854
- Dactylostethus d'Orchymont, 1919
- Elocomosta Hansen, 1989
- Galapagodacnum d'Orchymont, 1937
- Hemikruia Hebauer & Hansen, 2002
- Hydroglobus Knisch, 1921
- Kruia Spangler & Perkins, 1981
- Lachnodacnum d'Orchymont, 1937
- Phaenostoma d'Orchymont, 1937
- Phaenonotum Sharp, 1882
- Rhachiostethus Hansen, 1989
- Toma Hansen, 1999